# 蜷川有紀
蜷川 有紀（にながわ ゆき、1960年〈昭和35年〉8月18日 - ）は、日本の女優、画家、映像作家。出生名・水野さつ子。神奈川県横浜市出身。夫は作家で政治家の猪瀬直樹。
一般社団法人　日本文化デザインフォーラム理事、（財）全国税理士共栄会文化財団評議員、芸術活動分野選考委員、青森県立美術館アドバイザー、InnovativeTechnologies特別賞選考委員（経済産業省）等として多くの文化活動にも貢献している。大正大学表現学部客員教授（2016年 - ）

## 来歴・人物
父は詩人の水野陽美(1926年 - 1977年)。妹は女優の蜷川みほ。父方伯父は画家の水野富美夫(1917年 - 1992年)。母方叔父は演出家の蜷川幸雄。従妹は、写真家の蜷川実花。
1978年、つかこうへい構成・演出『サロメ』（西武劇場）にて、3,000人の応募者の中から選ばれ主役でデビュー（当時の芸名は水野さつ子）。1980年には『忍者武芸帖 百地三太夫』（東映）のヒロインおつう役で映画デビューし、翌年には『狂った果実』（にっかつ）で主演。以降、映画『ひめゆりの塔』『もどり川』『人でなしの恋』やＴＶ版『鬼龍院花子の生涯』などに出演。
舞台では『仮名手本忠臣蔵』『にごり江』などに出演した他、映画・テレビでも活動。2004年には、鈴木清順原案の短編映画『バラメラバ』を監督・脚本・主演。『バラメラバ』小説＆DVDを発行。
2006年より女優業を休業し、画家として活動している。2007年、日本画家で多摩美術大学教授の武田州左に師事。2008年、東急Bunkamuraギャラリーにて絵画展『薔薇めくとき』を開催。同年度情報文化学会・芸術大賞受賞。以降毎年個展を開催。
その他、テレビ東京開局45周年番組『寧々〜おんな太閤記』タイトル画、倉橋由美子没後十年『最後の祝宴』の表紙画など、岩絵の具で描き上げた作品を発表している。
2017年蜷川有紀絵画展『薔薇の神曲』パークホテル東京ではダンテの『神曲』地獄篇をテーマにした縦3メートル、横6メートルの超大作『薔薇のインフェルノ』を発表した。
2016年10月には猪瀬直樹との交際が明らかとなり、TBS系『サンデー・ジャポン』でも共演している。2018年4月には婚約が発表され、12月下旬に結婚した。出会いは先述のダンテの『神曲』地獄篇を描く過程で、元々蜷川が猪瀬の大ファンで作品のアドバイスを求めたこと。猪瀬からは「おゆき坊（ゆき坊）」と呼ばれている。
2018年5月、猪瀬との共著『ここから始まる 人生100年時代の男と女』（集英社） 刊行と婚約発表パーティーを開催。

## 絵画展（個展）
- 2008年　『薔薇めくとき』 - Annversary 30th as an actress-  渋谷東急Bunkamura Gallery ※情報文化学会・芸術大賞受賞。
- 2010年　『薔薇まんだら』- 上野松坂屋デパートメントストア100周年記念- 　上野松坂屋/大丸心斎橋店イベントホール
- 2012年　『薔薇都市』渋谷東急Bunkamura Gallery
- 2013年　『薔薇迷宮』上野松坂屋/大丸心斎橋店イベントホール
- 2014年　『薔薇の旅人』-Bunkamura 25周年記念- 　渋谷東急Bunkamura Gallery
- 2015年　『薔薇のアンドロギュノス』名古屋松坂屋 美術画廊
- 2017年　『薔薇の神曲』パークホテル東京
- 2018年　『永遠の薔薇』渋谷東急Bunkamura Gallery
- 2022年　『薔薇の王国』渋谷東急Bunkamura Gallery
- 2022年　『薔薇の神曲Ⅱ』吉井画廊

## 受賞歴
- 1981年：第3回ヨコハマ映画祭 最優秀新人賞
- 2008年：情報文化学会・芸術大賞

## 出演

### 舞台
- 1978年 ロックオペラ『サロメ』（演出：つかこうへい）西武劇場　主演・サロメ 役
- 1985年『恐怖時代』（演出：蜷川幸雄）日生劇場　おゆら 役
- 1985年『碧い彗星の一夜』（演出：竹内銃一郎）本多劇場　主演
- 1988年10月～12月『仮名手本忠臣蔵』（演出：蜷川幸雄）新神戸オリエンタル劇場　おかる 役
- 1991年『仮名手本忠臣蔵』（演出：蜷川幸雄）帝国劇場
- 1992年『お富与三郎・恋しぐれ』（演出：戌井市郎）京都南座
- 1994年『にごり江』（演出：蜷川幸雄）大阪近鉄劇場
- 1994年『オセロー』（演出：蜷川幸雄）日生劇場
- 1995年『水戸黄門』　　明治座
- 1995年『新・刀化粧』（演出：田中林蔵）劇場飛天
- 1995年『新・刀化粧-恋炎の如くありしか』（演出：田中林蔵）新橋演舞場
- 1996年『おのぶの嫁入り』（演出：中川寿夫）京都南座
- 1996年『喜劇・帝国こころの妻』（演出：金盾進）大阪近鉄劇場
- 1996年『付き馬屋おえん』（演出：金子良二）明治座
- 1997年『ちゃんばら行進曲』（演出：山城新伍・大久保昌一郎）京都南座
- 1997年『大石内蔵輔』（演出：杉山義法・金子良二）新橋演舞場
- 1998年『恋山彦』（演出：田中林蔵）新橋演舞場
- 1998年『付き馬屋おえん』（演出：金子良二）京都南座
- 1998年『命燃えて』（演出：西川信廣）新橋演舞場
- 1998年12月『にごり江』（演出：蜷川幸雄）帝国劇場　せき　役
- 1999年『みだれ髪』（演出：木村光一）新橋演舞場　山川登美子　役
- 2000年『男を金にする女』（演出：石井ふく子）京都南座
- 2001年『新・恋山彦』（演出：田中林蔵）新橋演舞場
- 2003年『罠』（演出：高橋雅也）五五の会

### 映画
- 忍者武芸帖 百地三太夫（1980年、東映） - おつう 役
- 狂った果実（1981年、にっかつ） - 森千加 役 ※ヨコハマ映画祭最優秀新人賞受賞
- ひめゆりの塔（1982年、東宝） - 安里恒子 役
- もどり川（1983年、東宝東和） - 文緒 役
- アギ～鬼神の怒り（1984年、バンダイビジュアル）
- 血風ロック The Bloody Afternoon（1985年、流山児童事務所）
- V.マドンナ大戦争（1985年、松竹富士） - 豹の目 役
- 波光きらめく果て（1986年、松竹） - 今泉千冬 役
- 必殺! III 裏か表か（1986年、松竹）
- 本場ぢょしこうマニュアル 初恋微熱篇（1987年、東映） - 沢木秋子 役
- グリーンレクイエム（1988年、東北新社） - 三沢夢子 役
- 人でなしの恋（1995年、松竹）　人形化身　役
- DRUG GARDEN（2000年、リベロ） - 審査員 役
- BARAMERAVA バラメラバ（2004年、東北新社）　蜷川有紀監督・脚本・主演

### テレビドラマ
- あさひが丘の大統領 第12話「これが男の優しさだ!!」（1980年、NTV）
- 夜明けのタンゴ（1980年、TBS）
- 拳骨にくちづけ（1981年、TBS）
- 陽あたり良好! 第5話「パニック・イン・陽だまり荘」(1982年、NTV)
- 土曜ワイド劇場 （ANB）
  - 息子殺し（1981年）
  - 江戸川乱歩の美女シリーズ　化粧台の美女（1982年） - 山際洋子 役
  - おくのほそ道花の道　華道家元殺人事件（1984年）
  - 京都化野殺人事件（1987年）
  - 探偵神津恭介の殺人推理7・呪縛の家（1987年）
  - 京都離婚旅行殺人事件　嵐山－太秦映画村（1987年）
  - 美しい女相続人のさけび（1987年）
  - 江戸川乱歩の美女シリーズ　赤い乗馬服の美女（1987年） - 伸子 役
  - みちのく鳴子温泉同窓会殺人事件（1988年）
  - 整形復顔　女流デザイナー殺人事件（1988年）
  - 西村京太郎トラベルミステリー18 オホーツク殺人ルート さい果てツアーの謎!（1990年） - 木村真矢 役
  - スキースクール 女たちの華麗な斗い!（1991年）
  - 混浴露天風呂連続殺人『宇奈月温泉－黒部峡谷－大牧温泉』（1991年）
  - みちのく湯煙り殺人渓谷　鳴子温泉－鬼首死の谷から来た女（1993年）
  - 能登半島 女たちの殺人風景（1994年）
  - 日舞名門 - 家元相続殺人事件! 八百屋お七火だるま殺人（2002年）
- 金曜ドラマ / 淋しいのはお前だけじゃない（1982年、TBS） - 今里恵子 役
- ポーラテレビ小説 / 女・かけこみ寺（1982年、TBS） - さよ 役
- 御宿かわせみ 第2シリーズ 第10話「師走の月」（1982年、NHK） - おひで 役
- 土曜グランド劇場 / あんちゃん（1982年 - 1983年、NTV） - 山田とみ子 役
- 木曜ゴールデンドラマ / 受験戦争1983（1983年、YTV）
- 俺の見た海（1983年7月23日、KTV=CX系）- 女 役
- 時代劇スペシャル / おんな牢秘抄（1983年、CX） - まん 役
- 源さん（1983年、NTV）
- 特捜最前線 (ANB / 東映)
  - 第328話「カラスと呼ばれた女!」（1983年）
  - 第388話「老刑事と5号室の女!」（1984年）
- 火曜サスペンス劇場 （NTV）
  - 天使の復讐　あの子の命の消えた雨の夜を私は忘れない!（1983年）
  - 雪花魔人形　愛と惨劇の館（1984年）
  - 松本清張スペシャル・黒の回廊（1984年10月、俳優座映画放送） - 星野加根子 役
  - あなたに似た人（1987年、ヴァンフィル）
  - 妹の愛した男（1988年、大映映像）
  - 過去からの声 顔のない焼死体と蒸発した美人妻を結ぶ黒い疑惑の線!（1988年7月、メリエス）
  - 女監察医・室生亜季子8・熱い凍死(1990年4月、東映)
- 月曜ワイド劇場 （ANB）
  - 妻は何を感じたか（1983年）
  - 通り魔 人妻は白昼犯された（1985年）
  - 死を呼ぶ結婚（1986年）
- 大岡越前（TBS / C.A.L）
  - 第8部 第19話「闇夜に咲いた魔性の女」（1984年11月26日） - 小袖 役
  - 第11部 第19話「目撃者は名乗れぬ女」（1990年8月27日） - お遊 役
- 鬼龍院花子の生涯（1984年、TBS系）
- 水曜ロードショー「卒業－GRADUATION－」（1985年、NTV）
- 影の軍団IV 第39話「サムライ、荒野の落日」（1985年、KTV=CX系）
- 未婚の女医の診察室（1985年、ANB）
- 遠山の金さん (高橋英樹) 第2シリーズ（1985年、ANB） ※高橋英樹版
- 東芝日曜劇場 第1491回「北の熱帯魚」（1985年、北海道放送）
- イエスの方舟 イエスと呼ばれた男と19人の女たち（1985年12月9日、TBS） - 中谷君枝 役
- 夏樹静子サスペンス「遺書をもう一度」（1986年、KTV）
- 松本清張サスペンス 隠花の飾り「見送って」（1986年、KTV）
- 水曜ドラマスペシャル 「危険なふたり5 -ふるさと純情編-」（1986年、TBS）
- 金曜女のドラマSP 山村美紗サスペンス　矢村麻沙子シリーズ「ガラスの棺」（1986年、CX）
- 結婚物語（1987年、NTV）
- 江戸を斬る（TBS / C.A.L）
  - 江戸を斬るVII
    - 第15話「火炎地獄の女」（1987年） - おえん 役
    - 第27話「復讐!姉弟蛇皮線」（1987年） - 矢田部玉緒 役

  - 江戸を斬るVIII 第7話「火炎地獄は悪の罠」（1994年） - 竜光 役
- ジャングル 第13話「逮捕のあと」（1987年、NTV）
- パパはニュースキャスター 第10話「パパの結婚物語」（1987年、TBS） - 工藤今日子 役
- 光戦隊マスクマン 第26話「熱砂に消えた命!」（1987年、ANB） - セイラ 役
- 荒野のテレビマン（1987年、CX）
- 27才・LOVE気分（1987年、NTV）
- 春のドラマスペシャル / 凸凹ポリス物語　我が生涯最悪の日（1987年、NTV）
- 木曜日の女 誘われて二人旅 お見合いハプニング旅行!（1987年、ANB）
- 男と女のミステリー / 埋れ火（1988年、CX）
- 花王名人劇場 / また旅に出ます（1988年、KTV）
- 長七郎江戸日記（NTV）
  - 第2シリーズ 第12話「悲しい女」（1988年） - お駒
  - 第3シリーズ 第10話「若後家には御用心」（1990年） - おくに 役
  - 第3シリーズ 第36話「鳴き砂」（1991年） - 雪絵 役
- 暴れん坊将軍シリーズ（ANB / 東映）
  - 暴れん坊将軍III
    - 第37話「魔性の女の涙雨」（1988年） - 八弥 役
    - 第63話「散るは望郷はぐれ花」（1989年） - おぶん 役

  - 暴れん坊将軍V
    - 第6話「助っ人新さんお役者仁義!」（1993年） - 浮舟（亜希） 役
    - 第39話「偽将軍様の悪党退治!?」（1994年） - お弓 役
- はぐれ刑事純情派 （ANB）
  - 第1シリーズ 第17話「貸倉庫に眠る花嫁」（1988年） - 井上亮子 役
  - 第2シリーズ 第1話「安浦刑事ハワイに出張す！初恋の女の完全犯罪」（1989年） - 小池和美 役
  - 第3シリーズ 第10話「張り込み・覗かれた人妻」（1990年） - 重田和美 役
  - 第11シリーズ 第17話「婚外受精!? タレ込んだ女」（1998年） - 岸本聡子 役
- 27才・LOVE気分 第3話（1988年、NTV）
- さすらい刑事旅情編 （ANB）
  - 第2シリーズ 第4話「山陽新幹線・道後温泉に消えた女」（1989年）
  - 第4シリーズ 第3話「みちのく三陸海岸・死の結婚記念旅行」（1991年） -  小林木綿子 役
  - 第6シリーズ 最終話「冗談が招いた殺意⁉︎娘の結婚」（1994年） - 松野弥生 役
  - 第7シリーズ 第7話「小樽運河の女・消えた被害者」（1994年） -  宇田夏子 役
- 砂の家（1989年、THK=CX系）
- 12時間超ワイドドラマ 織田信長（1998年、TX） - 各務野 役
- 火曜スーパーワイド（ANB）
  - 西村京太郎トラベルミステリー
    - 美人OL探偵と窓際刑事１　死を運ぶ新特急「谷川7号」（1988年）
    - 美人OL探偵と窓際刑事２　南紀白浜振り子電車殺人事件（1989年）
    - 美人OL探偵と窓際刑事３　L特急あさま信濃路殺人事件（1989年）

  - 山村美紗の密室ミステリー
    - 京舞妓殺人事件　〜舞妓さんは名探偵2〜（1989年） - 雪千代 役

- 愛の復讐（1989年、CX系）
- 京一輪（1989年、YTV=NTV）
- 翔んでる!平賀源内 第16話「源内櫛の女」（1989年、TBS） - お篠 役
- 八百八町夢日記（NTV）
  - 第1シリーズ 第16話「次郎吉を愛した女」（1990年） - おさい 役
  - 第2シリーズ 第25話「悪女の秘めごと」（1992年） - 浜路 役
- DRAMADAS 「魔鏡」（1990年、KTV=CX系）
- 水戸黄門 第20部 第16話「男意気地の博多節 -福岡-」（1991年2月25日、TBS / C.A.L） - お志乃 役
- 水戸黄門外伝 かげろう忍法帖（1995年、TBS / C.A.L） - 夢女 役
  - 第7話「地獄に夢の花が咲く -諏訪-」（1995年7月3日）
  - 第13話「悪党共よ夢をみろ -松山-」（1995年8月14日）
- 幕府お耳役檜十三郎 第2話「大名潰し・三千両の罠」（1991年、TX / 松竹）
- 銭形平次（CX/東映） ※北大路欣也版
  - 第1シリーズ 第5話「二匹の牝狐」（1991年） - 八重 役
  - 第7シリーズ 第5話「暗闇に消えた五千両」（1998年） - 玉鶴太夫 役
- 名古屋テレビ開局30周年記念「ゴルフ･スーパードラマ キンゾーの上ってなンボ!!」（1991年、NBN）
- 珠玉の女（1992年、YTV = NTV系）
- 鬼平犯科帳 第3シリーズ 第16話「おしま金三郎」（1992年、CX / 松竹） - おしま 役
- 付き馬屋おえん事件帳 第2シリーズ 第6話「もう一人の付き馬屋」（1993年、TX） - お蝶
- 半七捕物帳 第18話「十手無情恋しぐれ」（1993年、NTV） - お葉 役
- 闇を斬る!大江戸犯科帳 第4話「風花に泣く女」（1993年、NTV） - 小りん 役
- 名奉行 遠山の金さん（ANB / 東映）
  - 第5シリーズ 第13話「覗かれた天女の肌」（1993年） - お銀 役
  - 第6シリーズ 第7話「夫に怯える美人妻」（1994年） - お藤 役
  - 第7シリーズ 第6話「集団スリ 美しい未亡人裏の顔」（1995年） - おふじ 役
  - 遠山の金さんVS女ねずみ 第13話「奉行の妻誘拐!人質交換要求」（1997年）
  - 金さんVS女ねずみ 第14話「恐怖の三味線通り魔」（1998年）
- 織田信長（1994年、TX） - 各務野 役
- 父子鷹（1994年、NTV） - 清明 役
- 江戸の用心棒II 第12話「女は度胸の珍商売」（1995年） - おもん 役
- はみだし刑事情熱系 第1シリーズ 第1話「広域殺人! 偽証の女」（1996年、ANB） - 鷹取静江 役
- 将軍の隠密!影十八 第13話「迷い道・ゆすられた人妻」（1996年）
- 徳川の女（1997年、TX） - 築山殿 役
- 御家人斬九郎 第5シリーズ 第4話「盗賊見習い」（2002年、CX / 映像京都） - お絹 役
- 剣客商売 第4シリーズ 第11話「待ち伏せ」（2003年、CX / 松竹） - おりく 役

### オリジナルビデオ
- うばわれた心臓（1985年、バンダイ）
- 女狐怪奇伝説 妖女メロン（1987年、エスピーオー）
- 新・静かなるドン5（1998年、ケイエスエス）
- 新・静かなるドン6（1998年、ケイエスエス）

### ラジオドラマ
- FMアドベンチャー ｢死ぬには手頃な日｣（1985年、NHK-FM）
- カフカズに星墜ちて（1985年、NHK）

### バラエティ
- 『世界ごちそうさま』（1987年、日本テレビ・レギュラーレポーター）

### CM
- PARCO（1978年）
- 三松（1978年）
- 花王（1983年）
- サントリー BOSS（1998年）
- 東芝 Dynabook（2000年）

## 著書
- 『Barameraba』DVD＆BOOK、東北新社, 2005
- 『ここから始まる 　 -人生100年時代の男と女-』 猪瀬直樹共著. 集英社, 2018.5